# Xylomoia
Xylomoia är ett släkte av fjärilar. Xylomoia ingår i familjen nattflyn, Noctuidae.

## Dottertaxa tillXylomoia, i alfabetisk ordning[1][2]
- Xylomoia apameoides Hacker, 1989
- Xylomoia chagnoni Barnes & McDunnough, 1917
- Xylomoia fusei Sugi, 1976
- Xylomoia graminea (Graeser [1889]), Sumpugglefly
- Xylomoia indirecta Grote, 1875
- Xylomoia lignea Hampson, 1918
- Xylomoia retinax Mikkola, 1998
- Xylomoia stangelmaieri Mikkola, 1998
- Xylomoia staticis Dyar, 1920
- Xylomoia strix Mikkola, 1980, Ugglefly